# Paleobiologia del Tyrannosaurus
La paleobiologia del Tyrannosaurus comprende lo studio della biologia, dell'ecologia e del comportamento del genere estinto Tyrannosaurus, in particolare della specie Tyrannosaurus rex, uno dei dinosauri teropodi più noti e studiati. Attraverso l'analisi dei resti fossili, delle tracce e dei contesti paleoambientali, la paleobiologia si propone di ricostruire aspetti della vita dell'animale, come l'alimentazione, la locomozione, lo sviluppo ontogenetico, la fisiologia e le strategie comportamentali.
Le ricerche paleobiologiche su Tyrannosaurus si sono concentrate in particolare sul dibattito relativo al suo ruolo ecologico, ponendo interrogativi circa il suo comportamento alimentare, se fosse principalmente un predatore attivo o uno spazzino opportunista. Ulteriori ambiti di studio includono la biomeccanica del morso, la struttura muscolare, la crescita scheletrica durante le diverse fasi della vita, le capacità sensoriali e l'organizzazione sociale, in parte ipotizzata attraverso il confronto con specie affini.
Le informazioni derivano da numerose scoperte fossili, in particolare rinvenute in Nord America, che hanno reso Tyrannosaurus uno degli animali preistorici meglio documentati. Gli studi sulla sua paleobiologia continuano a contribuire significativamente alla comprensione dell'ecologia dei grandi teropodi del Cretaceo superiore.

## Origine asiatica
L'origine evolutiva del Tyrannosaurus è piuttosto intricata e non del tutto chiara. Nel 2016, un team di studiosi guidati dal paleontologo Steve Brusatte dell'Università di Edimburgo, in Scozia, ha avanzato l'ipotesi che il Tyrannosaurus avesse origini asiatiche. Secondo le teorie dei paleontologi scozzesi, gli antenati dei tirannosauridi, e di tutti gli altri dinosauri teropodi, erano già presenti sul supercontinente Pangea, circa 200 milioni di anni fa quando il continente si separò dando origine ai continenti i vari dinosauri si adattarono ai loro rispettivi habitat. Questo spiega anche perché i tirannosauridi nativi del Nord America, come gli albertosaurini abbiano una costituzione diversa da quelle di altri tirannosauridi più evoluti. Ma circa 73 milioni di anni fa, Asia e Nord America si avvicinarono formando un ponte di terra che univa i due continenti, permettendo ad animali asiatici di "trasferirsi" in Nord America. Ci sono prove che il Tyrannosaurus avesse origini asiatiche, difatti è strettamente imparentato con tirannosauridi asiatici quali Tarbosaurus e Zhuchengtyrannus. L'arrivo del Tyrannosaurus in Nord America, circa 71 milioni di anni fa, coincide, inoltre, con la graduale estinzione dei tirannosauridi nativi americani come Albertosaurus e Gorgosaurus. Si pensa che il Tyrannosaurus abbia avuto un ruolo rilevante nella loro estinzione, spodestando i vecchi predatori e salendo in cima alla catena alimentare, come una vera e propria specie invasiva o aliena.

## Sviluppo

Diagramma mostrante la curva di crescita teorica di vari tirannosauri (massa corporea versus età), con T. rex in nero. Basato su Erickson et al. 2004.

L'identificazione di certi esemplari come T. rex giovani ha permesso agli scienziati di documentare i cambiamenti ontogenetici della specie, stimare la durata della vita, e determinare il tasso di crescita. Si stima che l'esemplare più piccolo conosciuto (LACM 28471) avesse in vita una massa corporea di soli 30 chili, mentre è probabile che il più grande (FMNH PR2081 "Sue") pesasse 5400 chili. Analisi istologiche sulle ossa dell'esemplare LACM 28471 mostrano che morì a due anni, mentre quelle di "Sue" mostrano che morì a 28 anni, probabilmente vicino alla vita massima per la specie.

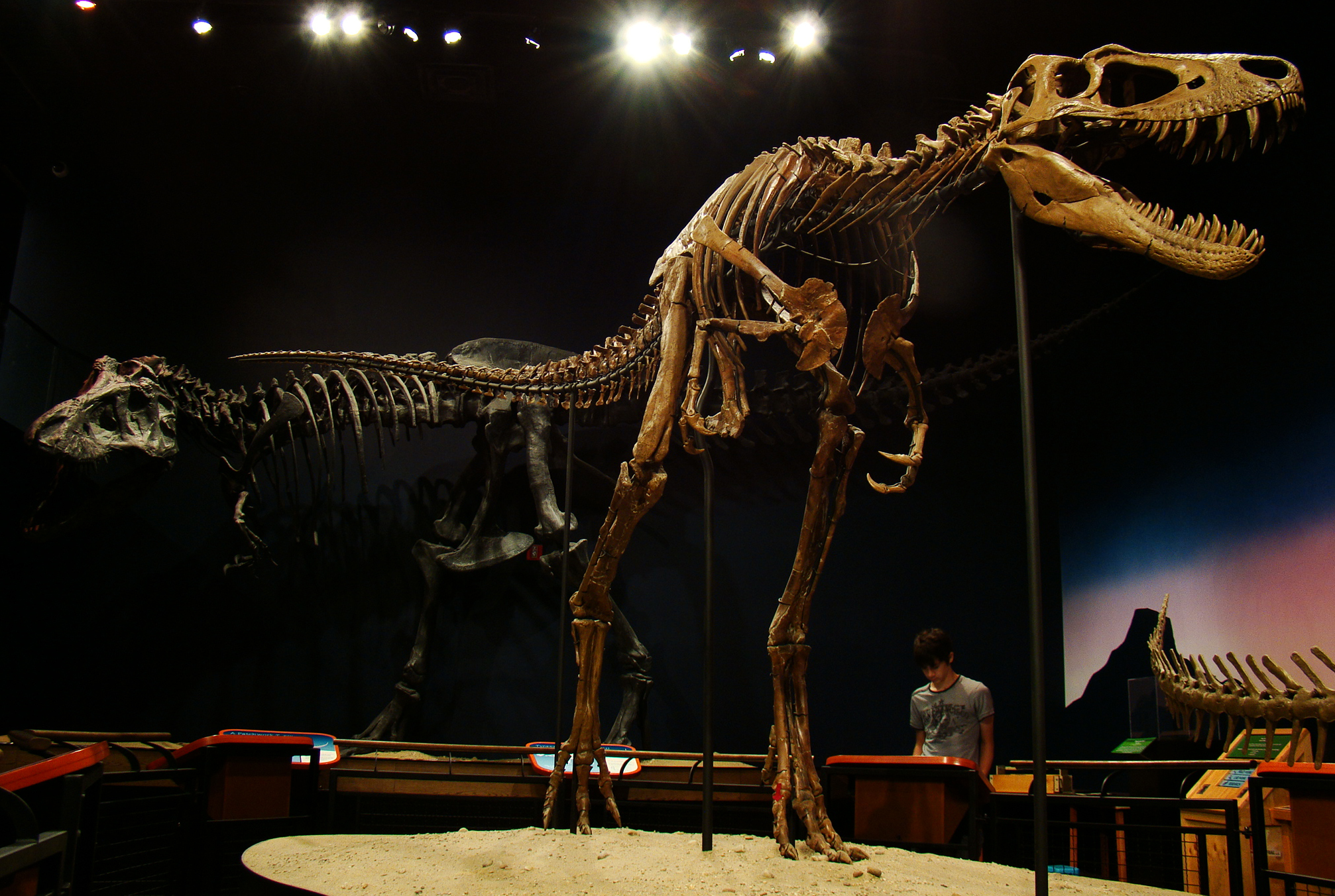
"Jane", un esemplare di 11 anni con un adulto alle sue spalle, Burpee Museum of Natural History

Ulteriori studi istologici mostrano che gli esemplari giovani pesavano meno di 1800 chili fino a 14 anni, quando la massa corporea incrementava considerevolmente. Durante questa rapida fase di crescita, un giovane T. rex avrebbe aumentato il proprio peso corporeo di 600 chili all'anno per i successivi quattro anni, rallentando verso a 18 anni. Un ulteriore studio corroborò l'ultimo, ma scoprì che il tasso di crescita era più veloce, sui 1800 chili all'anno. Ciò indicò che il tasso di crescita di T. rex era tipico d'animali della sua taglia. Il rallentamento del tasso di crescita dopo i 18 anni potrebbe indicare la maturità fisica, un'ipotesi sostenuta dalla scoperta del midollo fossilizzato nel femore d'un esemplare di 16-20 anni scoperto in Montana (MOR 1125, soprannominato "B. rex"). Il tessuto midollare si trova solo negli uccelli femmina durante l'ovulazione, indicando così che l'esemplare era sessualmente maturo. Ulteriori studi indicano che questo esemplare morì a 18 anni. Gli altri tirannosauridi mostrano cambiamenti simili ma a livelli inferiori.
Più del 50% degli esemplari di T. rex scoperti sembrano essere morti entro sei anni dopo raggiunta la maturità sessuale, un modello presente in altri tirannosauri e in certi uccelli e mammiferi moderni di taglia grande. Queste specie sono caratterizzate da tassi di mortalità infantile elevati, con un decremento di mortalità negli adolescenti. La mortalità si eleva di nuovo dopo la maturità sessuale, parzialmente dovuta alla concorrenza per la riproduzione. Uno studio suggerisce che la rarità dei fossili di esemplari giovani di T. rex possa essere dovuta a tassi di mortalità infantili bassi; animali di quell'età, non morendo in grandi numeri, non si fossilizzavano. Questa rarità però può anche essere dovuta a una documentazione di fossili incompleta o alla predilezione dei collezionisti di fossili a scartare esemplari piccoli a favore di quelli più spettacolari. In una conferenza del 2013, Thomas Holtz Jr. suggerì che i dinosauri vivessero velocemente e morissero precocemente a causa della loro rapidità riproduttiva, diversamente dai mammiferi il cui arco vitale ha una maggiore estensione perché prendono più tempo per riprodursi. Anche Gregory S. Paul scrisse che il Tyrannosaurus si riproduceva rapidamente e moriva precocemente, ma attribuì il loro breve arco di vita all'esistenza pericolosa che conducevano.

## Diffusione
Charles Marshall, direttore del Museo di Paleontologia dell'Università della California, ha stimato in 2,5 miliardi il numero totale di T. rex vissuti e in 20.000 il numero massimo di esemplari presenti sulla terra nello stesso momento (valori medi). Tale cifra è il risultato di un calcolo che considera - tra l'altro - che la specie è vissuta per un periodo compreso tra 1,2 e 3,6 milioni di anni, che la vita media era di circa 28 anni e che quindi le generazioni totali sono state mediamente 127.000. Conoscendo l'areale di diffusione (l'area del Nord America occidentale attualmente occupata dalle Montagne Rocciose e le Grandi Pianure centrali) ha anche stimato che ogni esemplare avesse mediamente un territorio di 110 km².

## Tessuto molle
Nel 2005 fu annunciato da Science che tessuto molle era stato recuperato nella cavità midollare d'un femore di T. rex da parte del North Carolina State University. Nominato "Museum of the Rockies specimen 1125" (MOR 1125), l'esemplare fu scoperto presso la formazione Hell Creek, e conteneva sia vasi sanguigni flessibili biforcuti che tessuto della matrice ossea. Entrambi contenevano microstrutture simili a cellule. Attualmente non ci sono spiegazioni concrete per la conservazione di questo materiale. Se di seguito si scoprirà che le microstrutture appartengono definitivamente all'esemplare in questione, le proteine superstiti potrebbero essere utilizzate per ipotizzare indirettamente il contenuto del dinosauro in questione, dal momento che ogni proteina è prodotta da un gene specifico. Dopo questa scoperta sono stati scoperti materiali simili a tessuti in due T. rex e in un adrosauro. Ricerche su alcuni di questi tessuti indicano che gli uccelli sono i parenti più stretti del T. rex, rispetto a qualsiasi altro organismo moderno. Studi pubblicati in Science nel 2007 evidenziarono che tracce di collagene trovate nelle ossa di T. rex mostrano somiglianze con quelle di polli, rane e tritoni. Studi ulteriori del 2008 su tessuti molli di T. rex ne confermarono la parentela con gli uccelli moderni.

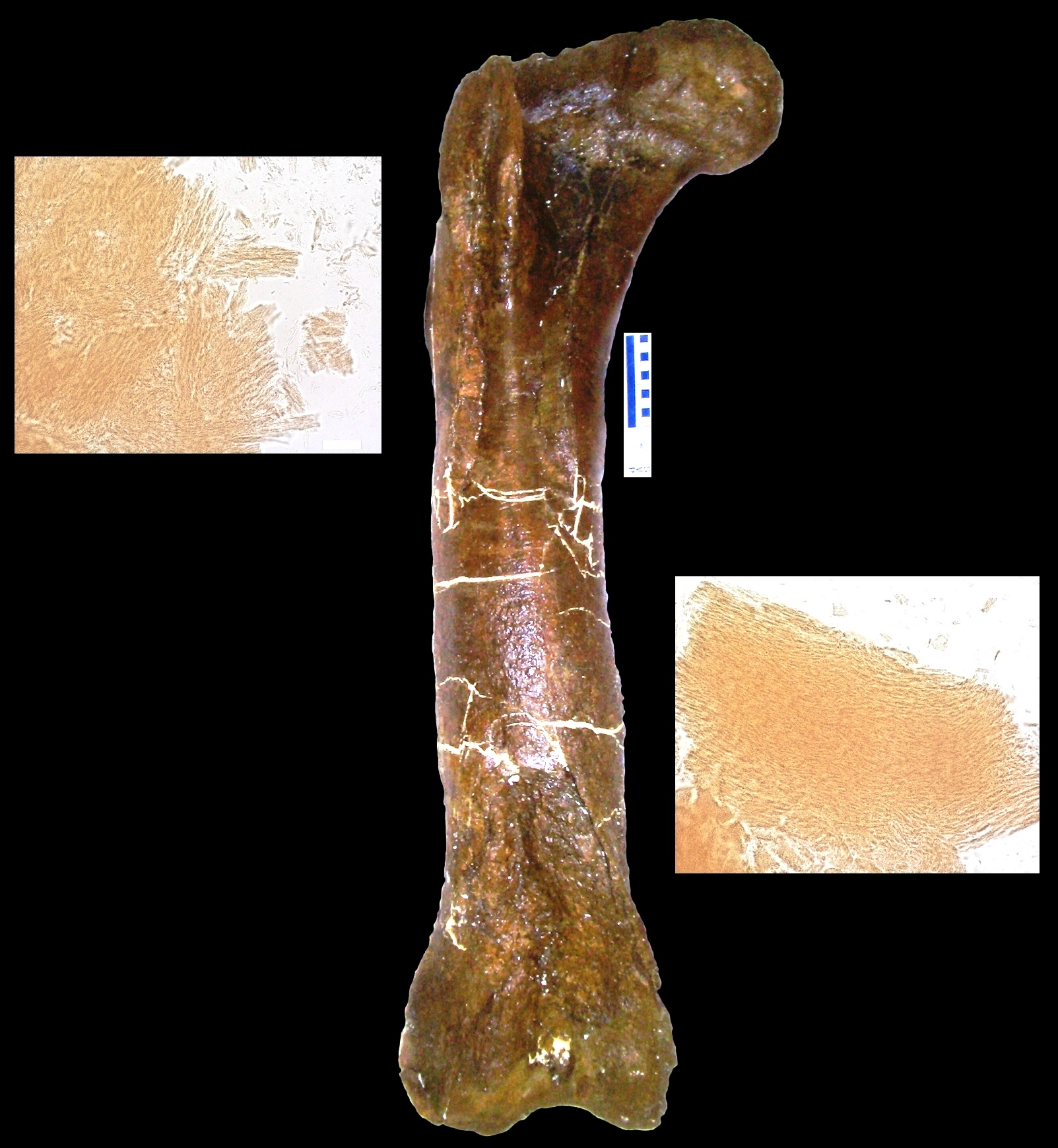
Femore di T. rex (MOR 1125), da cui si sono ottenuti matrici e peptidi demineralizzati.

Il presunto tessuto molle fu messo in dubbio nel 2008 da ricercatori dell'University of Washington, che sostennero come il contenuto del femore dell'esemplare di T. rex consistesse in un biofilm prodotto da batteri infiltrati in cavità una volta occupate da cellule. Scoprirono che le strutture inizialmente identificate come frammenti di cellule (a causa della presenza di ferro) erano invece framboidi (sfere minerali che contengono ferro). Sfere simili sono state scoperte in altri fossili di vari periodi, inclusi in un'ammonite. Nell'ammonite le sfere furono trovate in luoghi dove il ferro che contenevano non poteva avere alcuna correlazione con la presenza di sangue. Tali affermazioni furono contestate per il fatto che non ci sono prove documentate di biofilm che produca tubi cavi e biforcuti come quelli trovati nell'esemplare di T. rex.
Nel 2016, un team di paleontologi dell'Università della Carolina del Nord ha pubblicato la scoperta di un esemplare di Tyrannosaurus, risalente a 68 milioni di anni fa, morta mentre era incinta. I ricercatori, coordinati dalla paleontologa Mary Schweitzer, hanno individuato nel suo femore un tessuto molto particolare, detto osso midollare, che si trova anche nelle femmine degli uccelli soltanto durante il periodo della deposizione delle uova, e serve a fornire calcio per la formazione dei gusci delle uova. E, in teoria, i resti di questo esemplare potrebbero contenere DNA.

## Termoregolazione
Il metodo di termoregolazione del T. rex non è chiaro. Come molti dinosauri, fu prima ritenuto d'avere un metabolismo ectotermico tipico dei rettili a sangue freddo. Questo ragionamento fu contestato negli anni sessanta, durante il cosiddetto "rinascimento dei dinosauri". Fu infatti proposto che T. rex fosse endotermico, indicando così uno stile di vita molto attivo. In seguito, vari paleontologi hanno congetturato sull'attitudine del T. rex di regolare la propria temperatura corporea. Evidenze istologiche d'un elevato tasso di crescita negli esemplari giovani di T. rex potrebbero sostenere l'ipotesi d'un metabolismo elevato. Come in mammiferi e uccelli, lo sviluppo del T. rex si determinava principalmente all'interno dello stadio giovanile, in contrasto ad uno sviluppo più esteso lungo l'arco vitale, osservato nella maggior parte degli altri vertebrati.
Le proporzioni degli isotopi d'ossigeno nelle ossa fossilizzati sono spesso usate per determinare le temperature in cui le ossa furono deposte. In un esemplare, le proporzioni degli isotopi nelle ossa da parti diverse del corpo indicano una differenza di temperatura non più elevata di 4-5 °C tra le vertebre del torace e la tibia. Ciò condusse alla conclusione che T. rex fosse infatti omeotermico, avendo un metabolismo intermediato tra quello dei rettili ectotermici e i mammiferi endotermici. Certi scienziati hanno notato che le proporzioni degli isotopi d'ossigeno nei fossili potrebbero essere state alterate durante o dopo la fossilizzazione. Ciononostante, risultati simili sono stati scoperti nel teropode sudamericano più antico, il Giganotosaurus. Infatti, anche i dinosauri ornitischi mostrano prove d'omeotermia, mentre tali prove sono assenti nei fossili di varani scoperti nelle stesse formazioni. Anche se T. rex mostrava prove d'omeotermia, ciò non significa necessariamente che l'animale fosse endotermico. La sua termoregolazione potrebbe essere spiegata anche dalla gigantotermia, come dimostrato dalle tartarughe marine.
Nel luglio 2019, uno studio pubblicato sulla rivista The Anatomical Record dai ricercatori delle università di Ohio, Florida e Missouri ha ipotizzato che la funzione delle fosse fronto-parietali presenti nella parte alta della scatola cranica del T. rex, considerati finora i punti di ancoraggio dei muscoli della mascella, sarebbe stata in realtà quella di favorire gli scambi di calore tra i vasi sanguigni e l'ambiente esterno, scaldando o raffreddando la testa dell'animale in base alla temperatura circostante proprio come accade negli odierni coccodrilli.

## Locomozione
Ci sono due questioni principali riguardo alle abilità locomotorie di T. rex: la sua abilità di girarsi e quale fosse la sua velocità massima in una corsa dritta. Entrambi sono argomenti importanti nel dibattito che si pone come questione se l'animale fosse un predatore attivo o un necrofago.

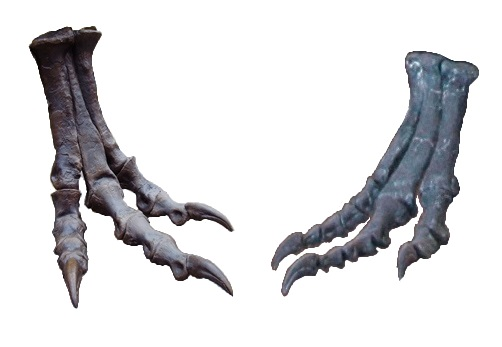
Zampe di T. rex (sinistra) mostrante la forma 'chiave di volta' del terzo metatarso in confronto a quello del teropode più antico Allosaurus. Ciò gli avrebbe dato più stabilità nella corsa.

Può darsi che T. rex fosse lento nel girarsi, impiegando probabilmente 1-2 secondi per girare solo di 45°, un grado che un umano può girare in una frazione di secondo. La causa della sua difficoltà a girarsi velocemente è collegata al momento di inerzia, siccome la maggior parte della massa di T. rex era lontano dal suo centro di gravità, come un umano che porta un tronco. Avrebbe potuto però parzialmente rimediare inarcando la schiena e la coda, e piegando il collo e le braccia presso il corpo, come fanno i pattinatori per girare più velocemente.

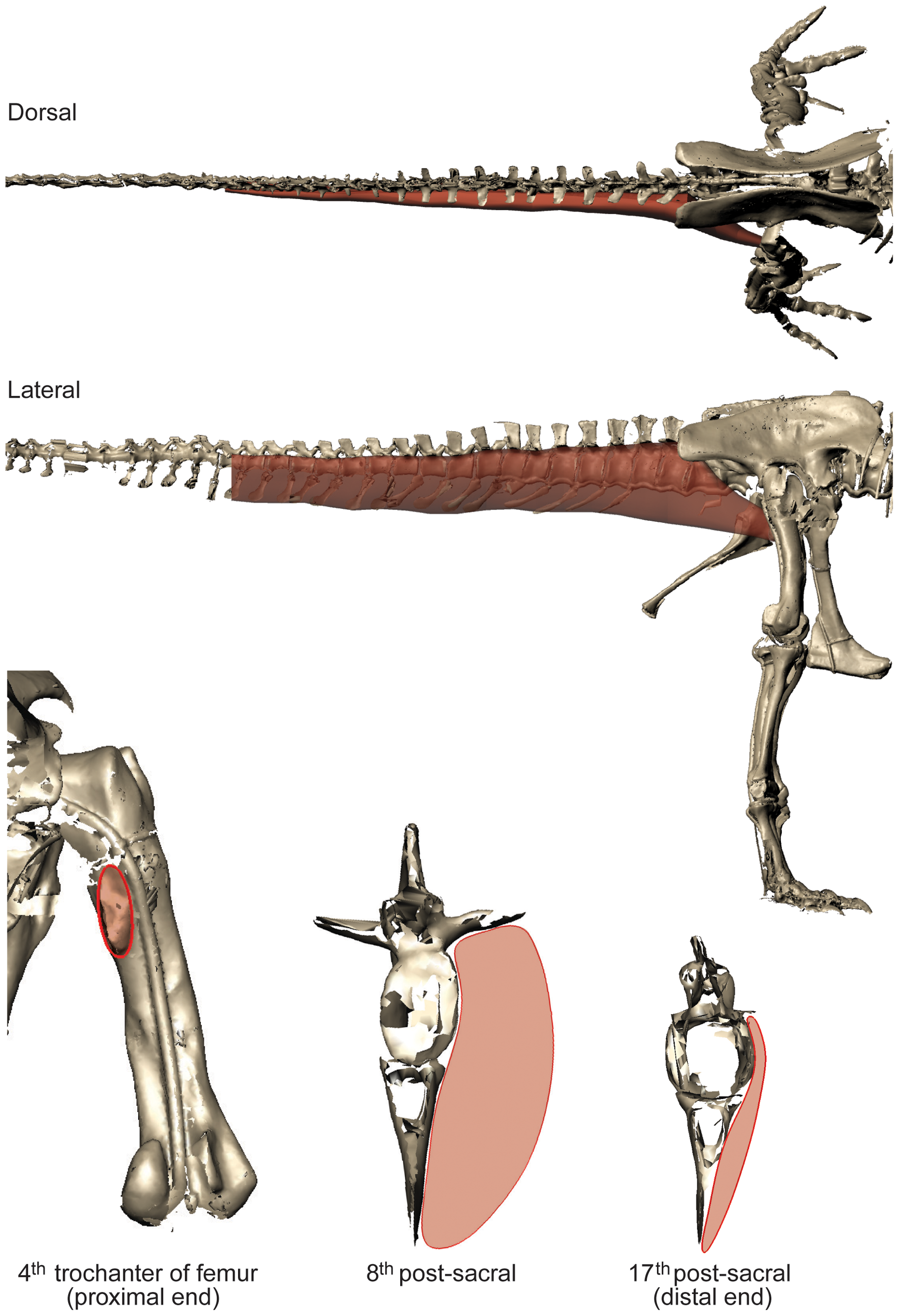
Ricostruzione dei muscoli caudofemorali

Gli scienziati hanno prodotto un certo numero di stime sulla sua velocità massima; la maggior parte concordano a circa 11 metri al secondo, ma alcuni ipotizzano una velocità ancora più elevata di 20 metri al secondo. Queste ambiguità sono dovute al fatto che, malgrado la presenza di impronte di teropodi che camminano, non si sono ancora trovate impronte di teropodi giganti che corrono. Gli scienziati che ritengono che T. rex fosse un abile corridore puntano al fatto che T. rex avesse le ossa cave (alleggerendo così l'animale) e che altri animali come gli struzzi e i cavalli possono correre velocemente con passi lenti ma lunghi. Inoltre, certi esperti ritengono che T. rex avesse proporzionalmente i muscoli delle gambe più grandi di qualsiasi altro animale moderno, permettendogli così di correre a 40-70 chilometri all'ora.
Nel 1993, Jack Horner e Don Lessem dichiararono che T. rex fosse lento, e che probabilmente fosse incapace di correre, siccome le proporzioni del femore e la tibia sono simili a quelli negli elefanti. Nel 1998 però, Holtz notò che gli arti posteriori dei tirannosauridi avevano componenti prossimali e distali (lo stinco, i piedi e le dita) relativamente più lunghe in proporzione al femore degli altri teropodi, e che i loro metatarsi erano molto più compatti, conducendo così alla conclusione che i tirannosauridi fossero i teropodi giganti più veloci. Thomas Holtz Jr. appoggiò questa ipotesi, affermando che i tirannosauridi avevano piedi proporzionalmente più lunghi di quelli degli allosauridi giganti, un tratto che indica velocità superiore.
Uno studio condotto nel 2003 da Eric Snively e Anthony P. Russel condusse alla scoperta che il terzo metatarso dei tirannosauridi e i suoi legamenti elastici avrebbero funzionato come un 'modello tensile a chiave di volta' per rinforzare i piedi durante la corsa, conferendo così all'animale una stabilità e una velocità potenziale superiore a quella degli altri teropodi.
Uno studio del 1998 stimò che le ossa delle gambe di T. rex non avevano la robustezza di quelli degli elefanti, che sono animali relativamente lenti e incapaci di correre. Fu proposto in base a questa scoperta che la velocità massima di T. rex sarebbe stata 11 metri al secondo, simile a quella d'uno scattista, ma tali stime dipendono da tante supposizioni dubbiose.
Nel 1995, Farlow e i suoi colleghi sostenerono che un esemplare di T. rex pesante circa 6-8 tonnellate sarebbe rimasto gravemente ferito, o persino ucciso, se fosse caduto durante una corsa, siccome il suo torace avrebbe colpito il suolo a una velocità di 60 metri/s, e gli arti anteriori minuscoli non avrebbero potuto attutire l'impatto. Animali come le giraffe però riescono a mettersi al galoppo a 50 chilometri all'ora, malgrado il rischio di cadere, perciò è possibile che T. rex si spostasse velocemente se necessario.
Gregory S. Paul, scrivendo nel 2000 per la rivista Gaia, propose che le ginocchia flesse e i piedi digitigradi d'un T. rex adulto fossero meglio adatti per la corsa di quelli degli elefanti e gli umani, notando che T. rex aveva un ilio enorme e una cresta cnemiale che avrebbe sostenuto muscoli robusti necessari per la corsa. Inoltre, propose che, malgrado i rischi di ferimento durante la corsa a causa della densità delle ossa, tale adattamento valeva la pena per resistere alle ferite subite durante i combattimenti.
Le ricerche più recenti non appoggiano velocità superiori 40 chilometri orari. Modelli matematici sulla massa muscolare necessaria per superare i 40 chilometri orari dimostrarono che tali velocità fossero irrealizzabili in T. rex, siccome i muscoli delle gambe avrebbero dovuto costituire il 40-86% della massa corporea dell'animale. Un altro studio svolto utilizzando i modelli a computer, basandosi su dati presi direttamente dai fossili, stimò che la velocità massima di T. rex fosse di 8 metri al secondo, quindi leggermente più veloce d'un giocatore di calcio, ma più lento d'uno scattista.
Nel 2010, fu proposto che la velocità di T. rex sarebbe stata aumentata grazie a muscoli caudali (della coda) robusti. Fu infatti notato che le code dei teropodi avessero una distribuzione muscolare diverso da quella degli uccelli moderni e i mammiferi, ma simile a quelli di rettili moderni. Fu concluso che i muscoli caudofemorali avrebbero collegato le ossa della coda con quelle del femore, così assistendo alla retrazione della gamba durante la corsa. Fu anche notato che gli scheletri dei teropodi in generale avessero degli adattamenti (come processi trasversi elevate nella coda) che permettevano la crescita di muscoli caudali grandi, e che la massa muscolare della coda di T. rex fosse stata sottostimata da circa 25-45%. Fu infatti scoperto che il muscolo caudofemorale occupava il 58% della massa muscolare della coda di T. rex. Questo avrebbe migliorato l'equilibrio e l'agilità del predatore.
Gli studiosi che ritengono che T. rex non fosse capace di correre propongono che la sua velocità massima fosse 30 chilometri orari. Questo però è pur sempre superiore alla velocità massima delle sue prede come gli adrosauridi e i ceratopsidi. Inoltre, i proponenti dell'ipotesi che T. rex fosse un predatore attivo notano che l'abilità di correre non fosse importante nell'animale, siccome le sue prede erano comunque più lente. Thomas Holtz infatti notò che il piede di T. rex era relativamente più lungo di quelli degli animali che cacciava. Certi esperti però hanno notato che i ceratopsidi più avanzati avevano gli arti anteriori verticali, e che fossero almeno veloci come i rinoceronti. Di conseguenza è plausibile che T. rex fosse solo normalmente lento, ma che in caso di necessità, ad esempio durante la caccia di animali particolarmente veloci come gli adrosauri, potesse rivelarsi un predatore notevolmente veloce e scattante. Nel 2023, uno studio scientifico ha sottolineato le potenzialità di caccia in acqua, facendo ipotizzare che questo predatore fosse capace di superare in velocità, in questo ambiente, prede che sulla terraferma sarebbero riuscite facilmente a fuggire.

## Cervello e abilità sensorie

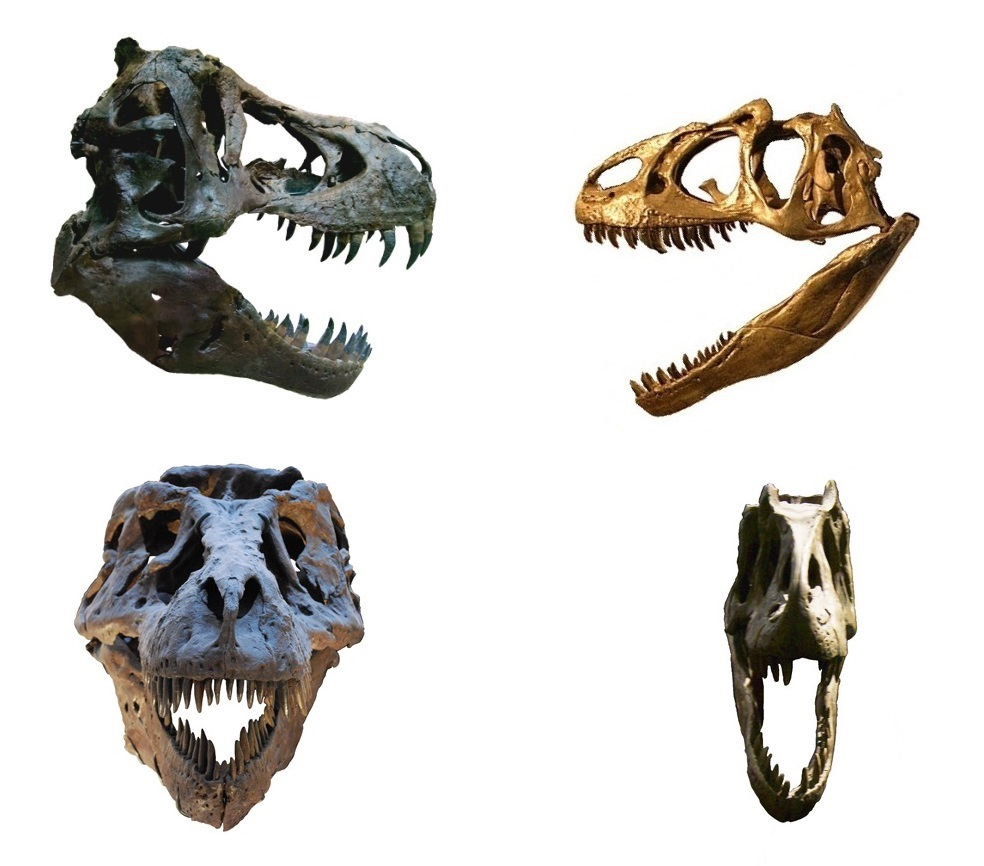
Cranio di T. rex (sinistra) in confronto a quello di Allosaurus. Nel primo, le orbite erano posizionate avanti, fornendo così a T. rex un'ottima vista binoculare.

Uno studio condotto da scienziati dell'Ohio University rivelò che T. rex possedeva le abilità sensorie avanzate degli altri coelurosauri, come ad esempio un olfatto elevato, un coordinamento testa/occhi rapido, e persino un'abilità di percezione di suoni a bassa frequenza che gli avrebbe permesso di seguire gli spostamenti delle prede da lunghe distanze. Un ulteriore studio nell'Università di Oregon concluse che l'animale avesse una vista acuta, liquidando così in maniera definitiva l'errata credenza popolare che la sua vista fosse basata solo sul movimento (ossia che vedesse solo le cose che si muovono). Attraverso un'applicazione di perimetria modificata sulle ricostruzioni facciali di vari dinosauri, incluso T. rex, lo studio rivelò che aveva un tasso binoculare di 55 gradi, sorpassando quello degli astori, e superando quello umano ben 13 volte, così per estensione superando persino quello delle aquile, che hanno una vista 3,6 volte più acuta di quella umana. Ciò avrebbe permesso al T. rex di discernere gli oggetti lontani sei chilometri, una capacità superiore ai 1,6 chilometri visibili a un umano.
Thomas Holtz Jr. ipotizzò che la vista acuta di T. rex fosse un adattamento alle prede che cacciava, tra di esse i ceratopsidi (forniti di corna formidabili), dinosauri corazzati come Ankylosaurus, e gli adrosauri, che potrebbero aver avuto comportamenti sociali complessi. Tali caratteristiche nelle prede avrebbe reso la necessità di infliggere ferite precise senza rischio di danneggiarsi, un dettaglio più cruciale che nei teropodi allosauridi, che avevano una percezione di profondità inferiore, e che cacciavano soprattutto i sauropodi, prede più grosse ma molto meno intelligenti.

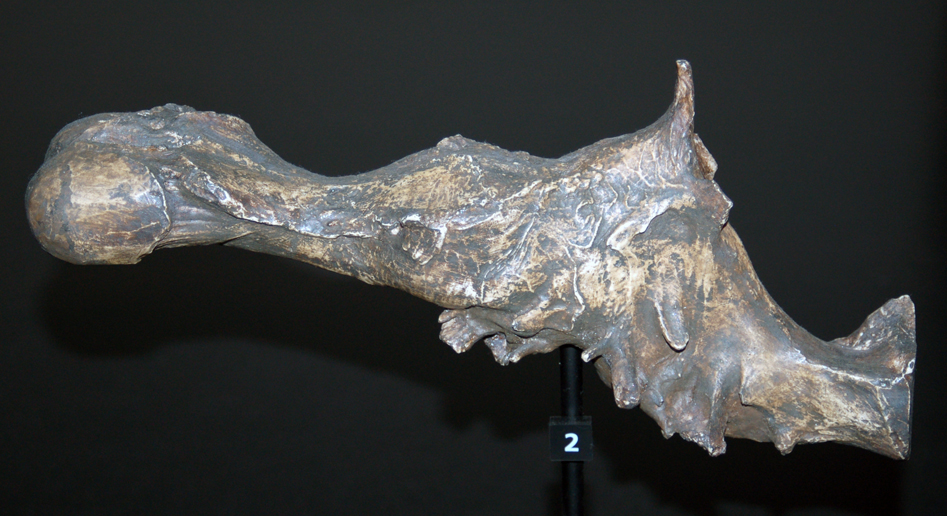
Calco endocranico

T. rex è notevolmente evoluto per la grandezza dei suoi bulbi olfattivi e i suoi nervi olfattivi, entrambi responsabili di un olfatto acuto. Ciò indica che T. rex potesse fiutare le carcasse da molto lontano. Il suo olfatto infatti potrebbe corrispondere con quello degli avvoltoi (se non essere superiore). In tal senso, una ricerca condotta nel 2019 dal biogolo Graham M. Hughes e dal paleontologo John A. Finarelli dell'università di Dublino la paragona a quella dei moderni gatti domestici. Secondo gli studiosi il rettile aveva tra i 620 e i 645 geni dedicati alla codificazione dei recettori olfattivi: quantità leggermente inferiore a quella presente oggi nei polli e nei gatti domestici. Tra i teropodi, T. rex era fornito d'una coclea relativamente lunga, indicando quindi che l'udito era un senso importante per i tirannosauridi.
Uno studio condotto sul quoziente di encefalizzazione (QE) dei rettili, degli uccelli e i teropodi preistorici concluse che T. rex avesse il cervello proporzionalmente più grande di qualsiasi altro dinosauro non-aviano, tranne certi piccoli maniraptoriformi come Bambiraptor, Troodon e Ornithomimus. Lo studio però dimostrò anche che la taglia del cervello di T. rex fosse entro quella dei rettili moderni, in particolare gli alligatori. La taglia del cervello però non basta a determinare l'intelligenza di un animale. A dimostrazione di ciò, gli studi condotti dagli scienziati della Duke University, capitanati da Erich Jarvis, hanno analizzato 6 aree del cervello e constatato che questo dinosauro aveva evoluto comportamenti complessi quali l'elaborazione di informazioni visive e di apprendimento e la capacità di comunicare, emettendo suoni e vocalizzazioni. T. rex risulta essere quindi il teropode gigante più intelligente, capace non solo di attuare strategie di caccia e combattimento nonché operazioni di rudimentale risoluzione di problemi e possibile uso di oggetti come strumenti, ma anche di comunicare coi suoi simili e probabilmente anche di vivere e cacciare in branco (anche se questa teoria è ancora fortemente dibattuta), avendo le capacità intellettive e sensoriali più avanzate di quelle di molti teropodi simili come Giganotosaurus e Spinosaurus.

## Alimentazione
Degli studi condotti nel 2012 indicano che la forza del morso di T. rex potrebbe essere stata la più forte di qualsiasi altro animale terrestre mai vissuto. I calcoli suggerirono che la bocca di un T. rex adulto potesse generare una forza di 35.000-57.000 newton nei denti posteriori. Tale pressione è tre volte la forza generata dallo squalo bianco, 15 volte quella del leone, 3½ quella del coccodrillo marino, 77 quella d'un umano, e circa sette volte quella stimata per un Allosaurus. Nel 2003 però, stime più alte furono indicate in uno studio dell'Università di Tampa, con una stima di circa 183.000-235.000 newton (18.3-23.5 tonnellate metriche), una forza equivalente a quella generata dagli esemplari più grandi di Megalodon.

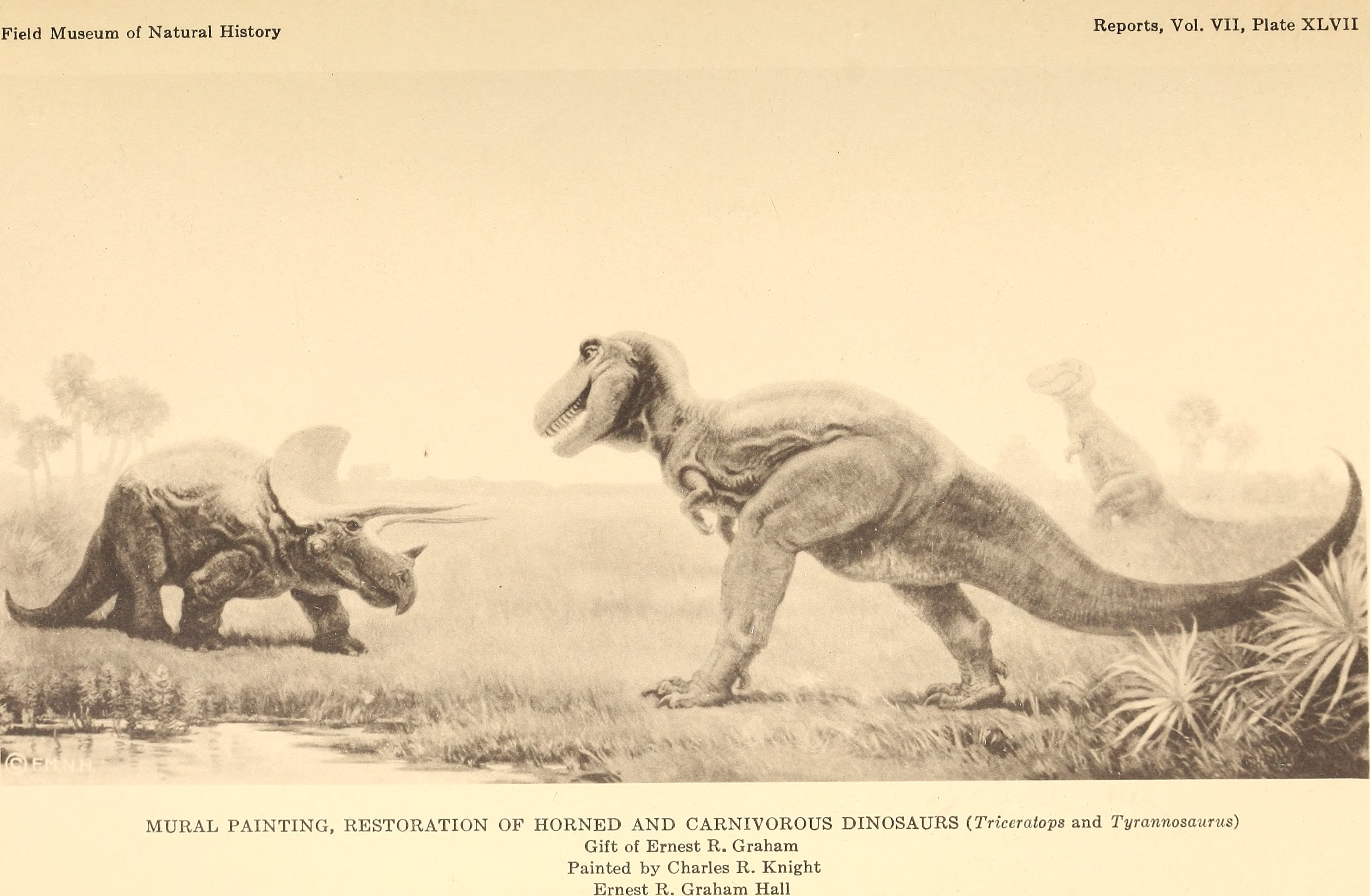
Ricostruzione obsoleta di Charles R. Knight di un incontro tra Tyrannosaurus e Triceratops

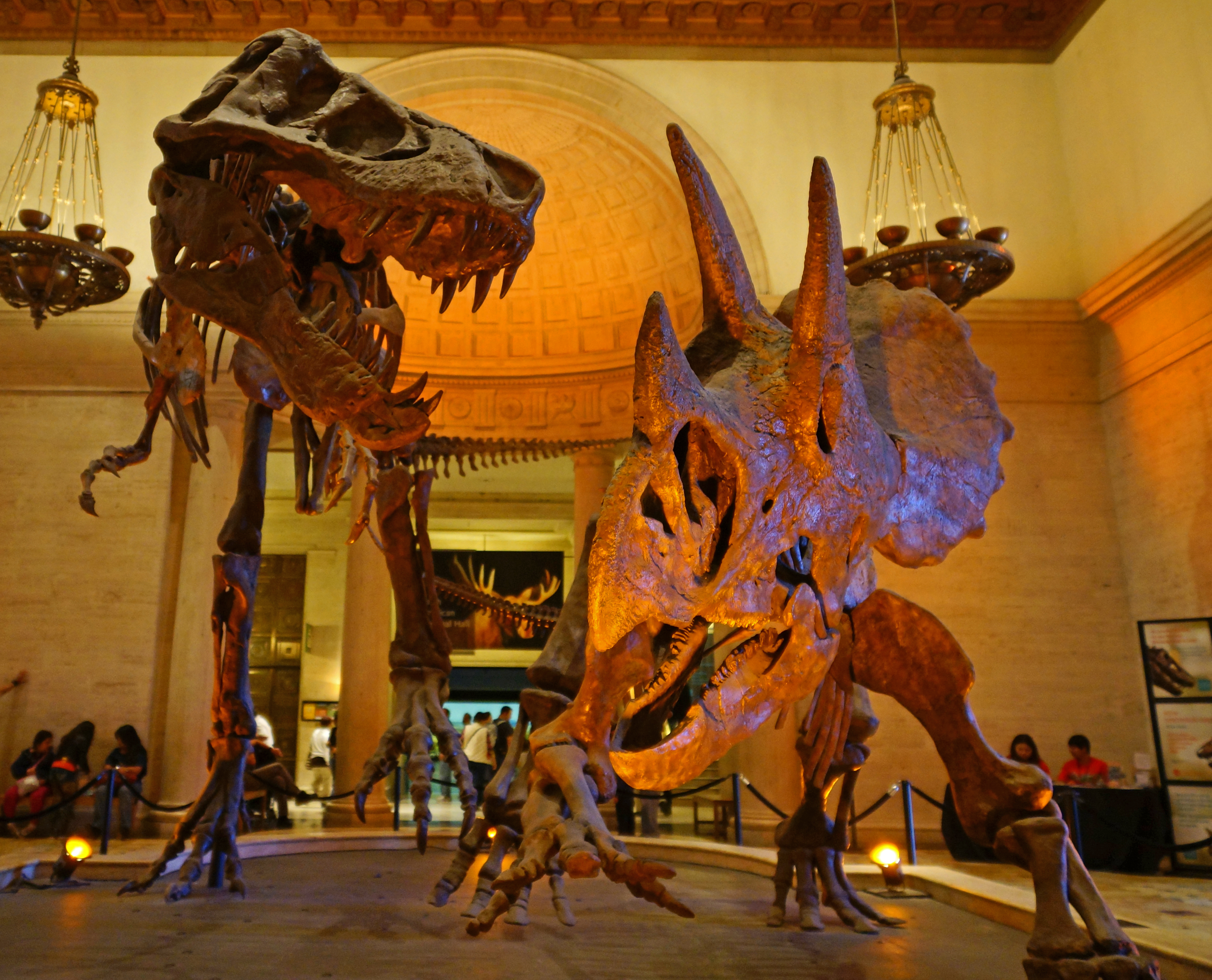
Tyrannosaurus rex nell'atto d'attaccare un Triceratops

Il dibattito sulla questione se T. rex fosse un predatore attivo o un puro necrofago è vecchio quanto quello sulla sua locomozione. Nel 1917, Lawrence Lambe descrisse un esemplare dell'imparentato Gorgosaurus, concludendo che esso (e T. rex per estensione) fosse un necrofago sulla base dei suoi denti, che non mostravano alcun segno d'usura. Questa posizione però non è più considerata valida, visto che i teropodi rimpiazzavano rapidamente i denti danneggiati. Sin dalla sua scoperta, la maggior parte degli scienziati hanno concluso che T. rex fosse un predatore, ma che si cibava di carogne se l'opportunità si presentava.

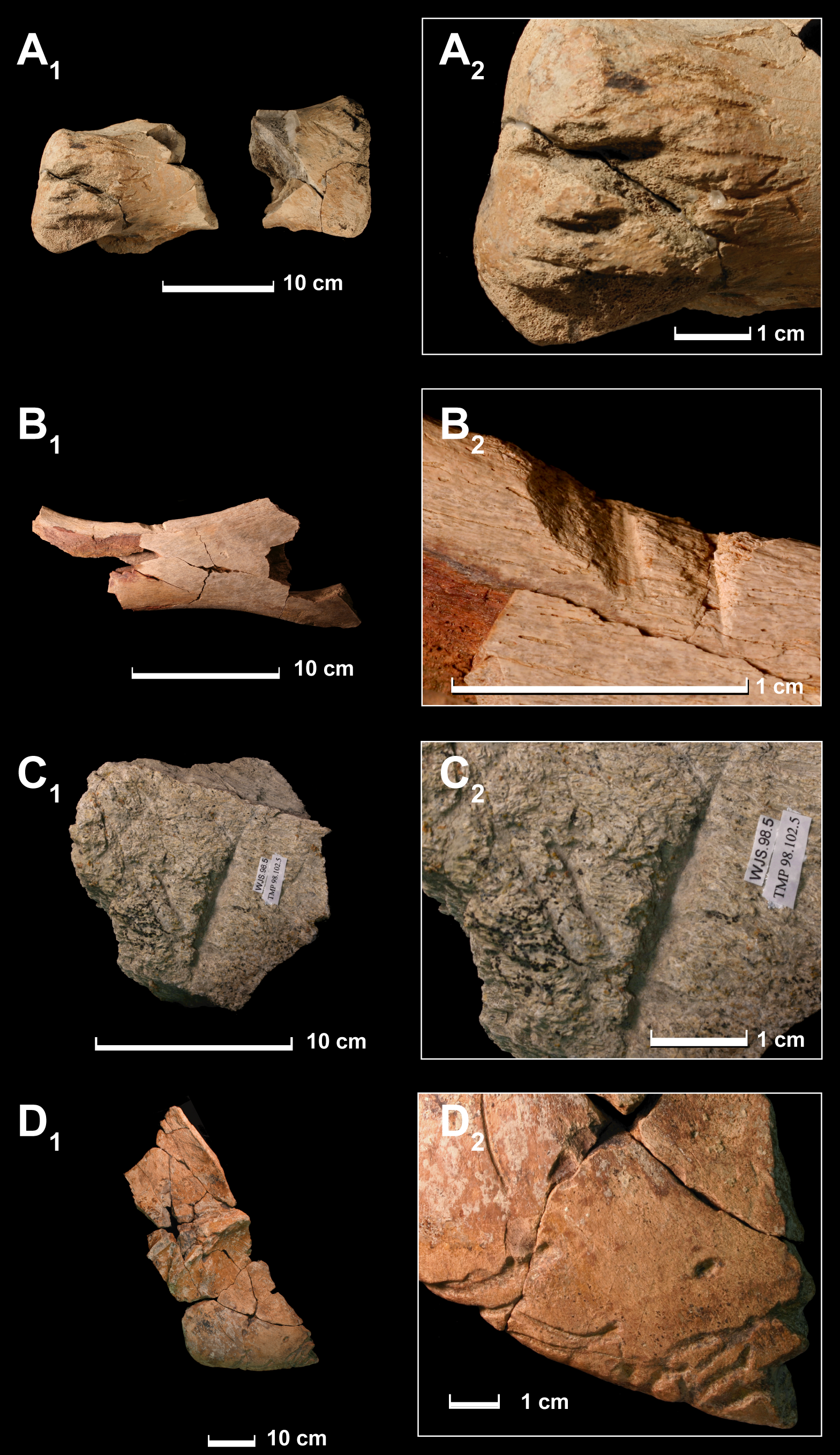
Segni dei denti di Tyrannosaurus sulle ossa di vari erbivori

Il paleontologo Jack Horner è stato uno dei sostenitori dell'idea che T. rex fosse esclusivamente un necrofago e, pur non avendo mai pubblicato questa ipotesi nella letteratura scientifica, la utilizza per educare il pubblico sui pericoli nel fare supposizioni senza prove. In ogni caso, Horner presentò vari fattori nella letteratura popolare a sostegno dell'ipotesi che l'animale fosse necrofago:
- Siccome T. rex aveva le braccia corte in confronto a quelle degli altri predatori, Horner ha sostenuto che erano incapaci d'immobilizzare le prede.[74]
- T. rex aveva i bulbi olfattivi e nervi olfattivi relativamente grandi, indicando quindi un olfatto ben sviluppato, ideale per rintracciare le carogne, come fanno oggi gli avvoltoi.[59] Gli scienziati che si oppongono all'ipotesi della necrofagia in T. rex notano che gli avvoltoi possono permettersi di essere puramente necrofagi, siccome l'abilità di volare gli dà un vantaggio di vista sopra T. rex, e la loro capacità di planare nell'aria gli permette di consumare pochissima energia nella ricerca di cibo.[75] Ricerche condotte in Glasgow però indicano che un ecosistema produttivo come il Serengeti potrebbe fornire un numero di carcasse sufficienti per sostenere un grande teropode, benché l'animale in questione avrebbe dovuto essere ectotermico per compensare il numero di calorie bruciate nella ricerca di cibo.[76]
- I denti di T. rex potevano frantumare le ossa, permettendogli così di estrarre il midollo. Dei coproliti attribuibili a T. rex dimostrano la presenza di ossa digerite, ma gli esperti notano che i suoi denti non erano adattati a consumare le ossa sistematicamente come le iene.[77]
- Siccome alcune delle prede potenziali di T. rex erano creature agili, le presunte prove che T. rex non potesse correre potrebbero indicare che fosse un necrofago.[78] D'altra parte, delle analisi recenti suggeriscono che T. rex, malgrado fosse stato più lento dei predatori moderni, poteva essere stato sufficientemente veloce per cacciare gli adrosauri e i ceratopsidi.[79]

Ci sono prove che suggeriscono un comportamento da predatore da parte di T. rex. Le sue orbite sono posizionate in tal modo che gli occhi puntavano in avanti, fornendo così all'animale una visione binoculare leggermente superiore a quella d'un falco. Horner stesso notò che la stirpe dei tirannosauri era caratterizzata da un progressivo sviluppo della visione binoculare. Non sarebbe altrimenti chiaro perché la selezione naturale avrebbe favorito lo sviluppo della visione binoculare nei tirannosauri se fossero stati necrofagi dedicati. Negli animali moderni infatti, la visione binoculare si trova soprattutto nei predatori.

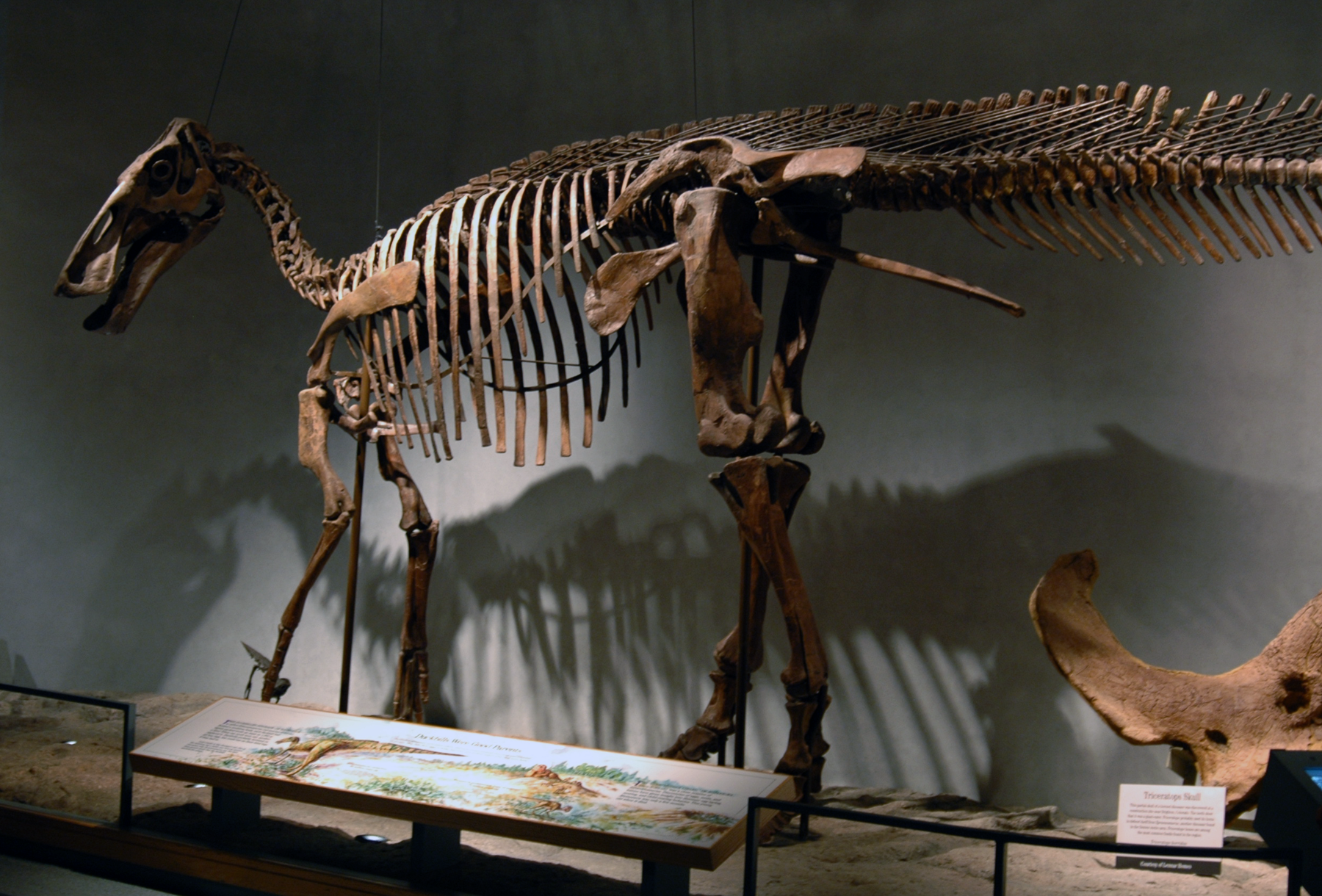
La ferita presente sulla vertebra caudale di questo Edmontosaurus annectens potrebbe essere dovuta a un morso di T. rex

Uno scheletro di Edmontosaurus annectens trovato in Montana mostra delle ferite guarite sulla coda, che potrebbero essere dovute a un morso di T. rex. Siccome la ferita guarì, ciò indica che l'animale fu attaccato da vivo. Ci sono anche prove d'uno scontro tra un T. rex e un Triceratops; un esemplare di quest'ultimo mostra segni d'un morso su un corno e sul "collare" osseo. Il corno ferito infatti mostra segni di guarigione, quindi è probabile che il Triceratops sia sopravvissuto allo scontro.
Nella sua esaminazione dell'esemplare SUE, il paleontologo Peter Larson trovò segni di rottura nella fibula e nelle vertebre caudali, cicatrici sulle ossa facciali, e un dente d'un altro T. rex conficcato in una delle vertebre del collo. Ciò potrebbe costituire una prova di aggressione tra i tirannosauri, ma non è chiaro se si trattasse d'un combattimento territoriale o un tentato cannibalismo. Ulteriori studi però rivelarono che a volte le "ferite" si trattavano d'infezioni o casi di rottura dopo la morte.
Certi esperti propongono che se T. rex fosse veramente un necrofago obbligato, allora un altro dinosauro avrebbe dovuto svolgere il ruolo di predatore alfa nell'ecosistema. Le prede principali includevano i marginocefali più grandi e gli ornitopodi. Siccome gli altri tirannosauri contemporanei condividevano tante caratteristiche con T. rex, gli unici candidati rimasti per il ruolo di predatori alfa erano i piccoli dromaeosauri e i troodontidi. In questo caso, i proponenti dell'ipotesi necrofaga hanno suggerito che T. rex usasse la sua taglia superiore per rubare le prede dei predatori più piccoli, ma avrebbe avuto difficoltà nel trovare carcasse sufficienti, siccome era superato in numero da teropodi più piccoli. La maggior parte dei paleontologi accettano che, come la maggior parte dei predatori, si cibasse sia di carogne che di prede vive.
Come gli altri teropodi, T. rex si nutriva delle carcasse in modo simile ai coccodrilli, afferrando una parte della carcassa e scuotendo la testa lateralmente per strapparla. La testa era meno manovrabile di quella degli allosauroidi, siccome le articolazioni delle vertebre cervicali erano piatte.

### Cannibalismo
Nel 2010, i paleontologi Currie, Horner, Erickson e Longrich produssero uno studio che mostrava prove di cannibalismo probabile in T. rex. Studiarono esemplari di T. rex con segni di denti sulle ossa attribuibili a altri tirannosauri. Tali segni furono identificati sull'omero e i metatarsali. I ricercatori proposero che queste ferite indicavano un caso di necrofagia invece d'un combattimento, siccome sarebbe stato difficile mordere i piedi durante uno scontro. Visto che in vita i piedi non portavano tanta carne, è probabile che gli esemplari fossero già stati quasi totalmente denudati di carne quando furono consumati.

### Comportamenti sociali

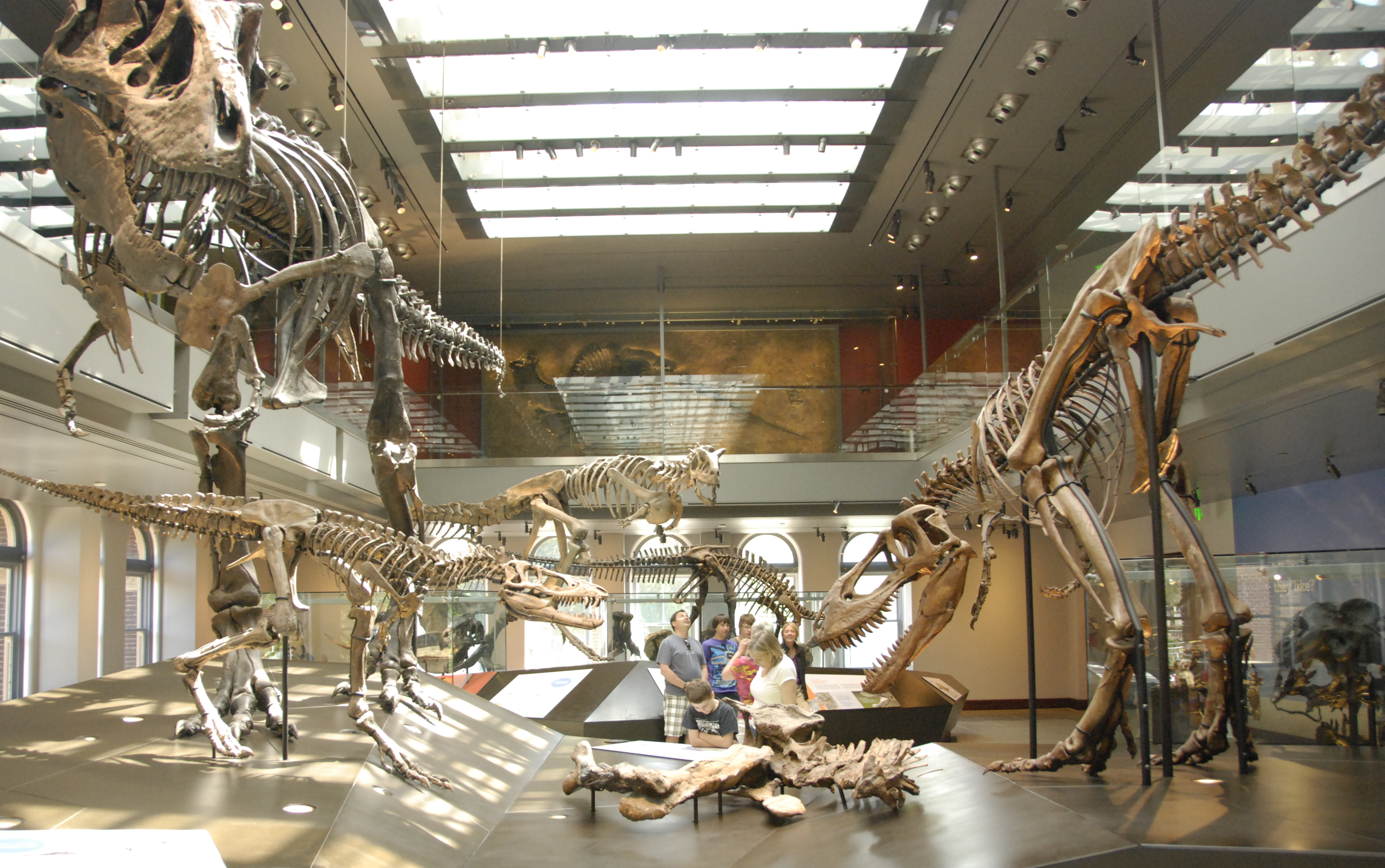
Scheletri di T. rex in vari stadi di crescita

Philip J. Currie dell'Università dell'Alberta ha proposto che T. rex e gli altri tirannosauri potessero essere stati cacciatori sociali, usando come prova un sito nel Dakota del Sud che conteneva tre esemplari di T. rex fossilizzati insieme. Dopo aver studiato il neurocranio di T. rex, Currie propose che l'animale sarebbe stato capace di comportamenti sociali complessi, siccome il cervello era proporzionalmente più grande di quelli dei coccodrilli e tre volte più grande di quelli dei dinosauri erbivori come Triceratops. Currie ipotizzò che T. rex fosse sei volte più intelligente della maggior parte dei dinosauri e gli altri rettili. Currie dichiarò che cacciare in gruppo sarebbe stato vantaggioso per T. rex, siccome le sue prede, come Triceratops e Ankylosaurus, erano ben armate, e alcune erano molto veloci. Ipotizzò che gli esemplari giovanili e adulti di T. rex avrebbero cacciato insieme, con i giovani più veloci che braccavano le prede per poi permettere agli adulti di ucciderle, come fanno i predatori sociali moderni.
L'ipotesi di Currie però è stata criticata d'altri scienziati. Brian Switek, scrivendo nel 2011, criticò l'ipotesi perché non fu presentata in una rivista scientifica, ma in un documentario intitolato Dino Gangs. In più, Switek notò che l'ipotesi di Currie si basava soprattutto sulla presunta sociabilità dell'imparentato Tarbosaurus bataar, le cui prove di sociabilità sono anch'esse dubbiose. Secondo Switek e altri scienziati, che parteciparono in una discussione riguardo Dino Gangs, le prove per la sociabilità nei tirannosauridi sono deboli, e si basano principalmente nell'associazione di vari scheletri scoperti insieme, per cui ci sono spiegazioni alternative (per esempio, una carestia o un'inondazione che costrinse vari individui a morire nello stesso luogo). Infatti, Switek notò che il "cimitero" degli Albertosaurus, da cui Currie sviluppò la sua ipotesi, conserva infatti prove geologiche di un'inondazione, dimostrando quindi che Currie si era sbagliato. Switek dichiarò che le ossa da sole non sono sufficienti per ricostruire i comportamenti dei dinosauri, e che Currie avrebbe fatto meglio a prendere nota delle prove geologiche dei siti contenenti tirannosauri prima di fare conclusioni affrettate sui loro comportamenti. Descrisse le affermazioni fatte nel programma e replicate nella stampa popolare come "promozioni pubblicitarie nauseanti", e notò che la compagnia creatrice del programma, Atlantic Productions, ha la reputazione di esagerare riguardo alle affermazioni sulle scoperte paleontologiche, parallelamente a quella controversa riguardo al presunto antenato umano Darwinius, che poi si rivelò essere invece un lemure.
Secondo Lawrence Witmer, il comportamento sociale non può essere rivelato dai neuro crani, siccome anche i cervelli dei leopardi, che sono felini solitari, sono identici a quelli dei leoni, che sono invece felini sociali, quindi due animali possono avere la stessa intelligenza ma non necessariamente lo stesso stile di vita. Dichiarò che il miglior modo di determinarlo sarebbe stato quello di guardare la grandezza cerebrale totale, metterla a confronto con gli animali moderni e fare stime. Nella sua opinione, è probabile che, se i T.rex cacciavano in gruppo, avrebbero attaccato le prede per beneficio individuale piuttosto per il bene del gruppo. Questa strategia rappresenta uno stadio intermediario tra la caccia solitaria e la caccia cooperativa vera.
Nel 2014, furono trovate le orme d'un gruppo di T. rex in Canada, fornendo così le prime prove di probabile caccia sociale del predatore.
Un'altra curiosità sul comportamento sociale di questi animali riguarda una scoperta di alcuni pseudo nidi fossilizzati, creati da alcune specie di teropodi, tra cui il T. rex, in un probabile rituale di accoppiamento, molto simile a quelli effettuati da alcune specie di uccelli moderni. Questi segni sono stati trovati in una vasta area del Colorado occidentale, e indicano che questi rituali di accoppiamento erano abbastanza diffusi tra i dinosauri teropodi della regione dunque è possibile che potesse esistere una convivenza collettiva tra gli esemplari.

## Paleopatologia

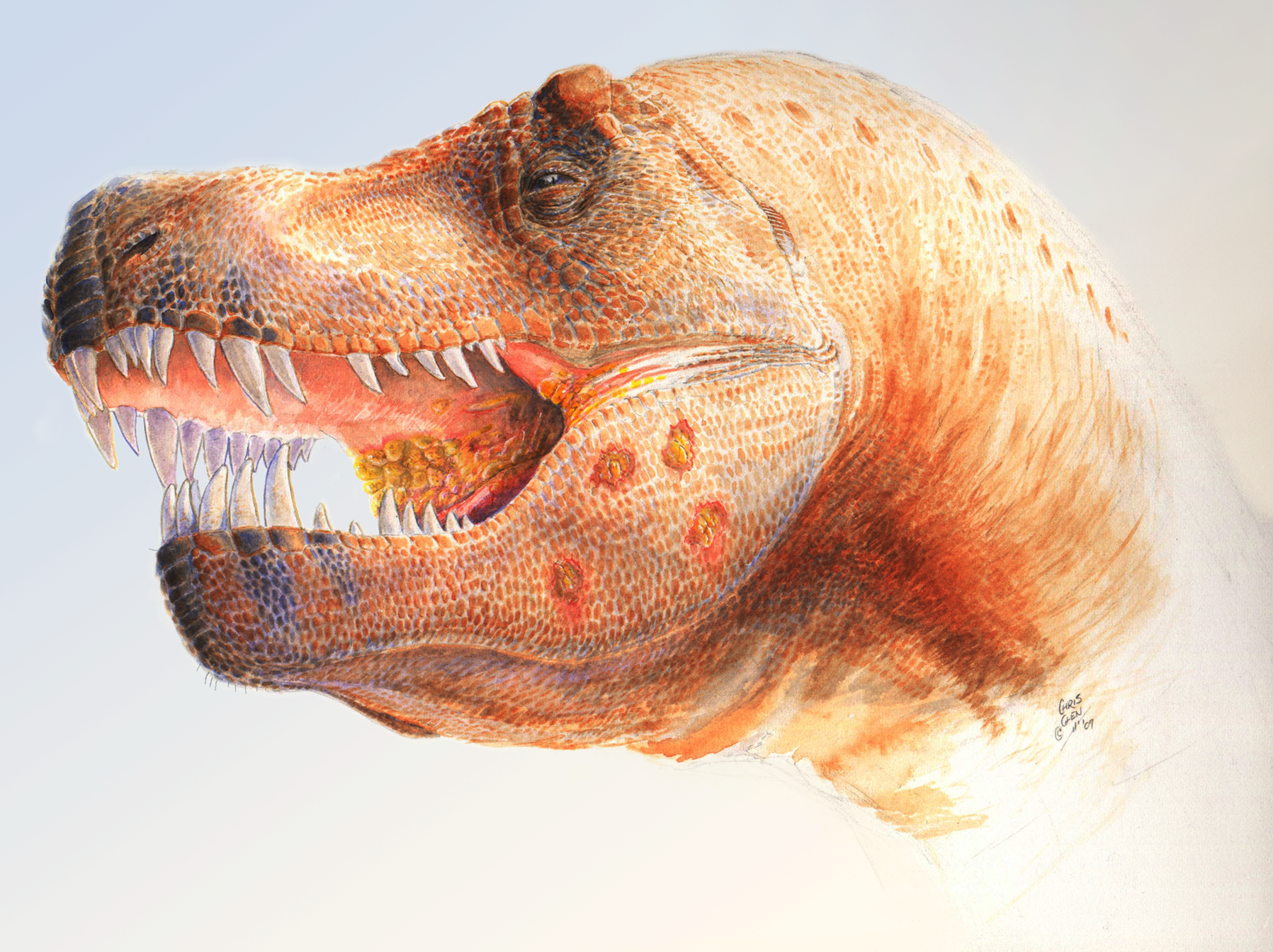
Ricostruzione, fatta da Chris Glen (University of Queensland) delle condizioni del capo dell'esemplare MOR 980 con le condizioni patologiche al momento della morte. La ricostruzione è basata su ipotizzate analogie con fotografie di esemplari di uccelli vivi e morti colpiti da Trichomoniasi aviaria.

L'analisi delle mandibole del cranio di una decina di esemplari, mostranti lesioni vacuolari, che arrivano talora a perforare completamente l'osso, ha permesso di ipotizzare che questi individui siano stati colpiti da una forma di malattia aviaria del tipo Trichomiasi, causata da infezione di parassiti; in precedenza queste lesioni erano state attribuite a segni di morsi da parte di altri predatori o, nel caso dell'esemplare noto come Sue (FMNH PR2081) a infezione da parte di Actinomyces bovis. Le lesioni osservate sono morfologicamente simili a quelle osservabili nei Falconiformi attuali.
Lo studio, presentato nel 2009, rappresenta la prima evidenza sull'origine ed evoluzione di questa malattia contagiosa aviara in dinosauri terapodi non aviari. L'infezione, che dall'analisi dei reperti sembra statisticamente diffusa (circa il 15% degli esemplari), dovrebbe essere imputabile a un protozoo simile all'attuale Trichomonas gallinae, e secondo gli studiosi si sarebbe potuta sviluppare a seguito del consumo di prede infette (per quanto gli stessi studiosi osservino che infezioni di tipo Trichomiasi non siano segnalate in Ornithischia del Cretaceo superiore, suggerendo quindi anche l'ipotesi di contagio per cannibalismo o trasmissione di infezione per morsi durante combattimenti per territorialità o dominanza nel branco o accoppiamento). Le patologie degli esemplari catalogati come FMNH PR2081 e MOR 980 suggeriscono che questa possa essere stata la causa diretta della morte dell'esemplare, impedendone il nutrimento e causandone quindi il decesso.